# John C. Malone
John C. Malone (nacido el 7 de marzo de 1941 en Milford, Connecticut, Estados Unidos) es un empresario estadounidense.
Actualmente es chairman de las empresas Liberty Media, Liberty Global y Qurate Retail Group, de las que es dueño mayoritario. También posee el 49% de las acciones de Starz y el 29% de Discovery Communications. También es propietario de la firma ganadera Silver Spur Ranches. En enero de 2011 era propietario de 8.500 km² en campos agrícolas de Estados Unidos. Anteriormente fue propietario de la empresa de televisión satelital DirecTV y del multimedia News Corporation.

## Biografía
Se graduó con un "bachellor degree" en ingeniería eléctrica y economía, máster en gestión industrial en la Universidad Johns Hopkins, máster en ingeniería eléctrica de la Bell Labs en 1965 y doctor en investigación de operaciones en la Universidad Johns Hopkins en 1967.
En 1963, Malone ingresó a los Laboratorios Bell de la AT&T, donde trabajó en planificación e investigación. En 1968 se incorporó a la McKinsey & Company. En 1970 fue nombrado vicepresidente de la General Instrument Corporation, y más tarde fue presidente de Jerrold Electronics dentro de dicho grupo.
Desde 1973 hasta 1996, fue jefe ejecutivo de Tele-Communications Inc., una empresa de televisión cable que fue adquirida por la nueva AT&T en 1999 por 32.000 millones de dólares. En paralelo, integró la comisión directiva de la National Cable & Telecommunications Association desde 1974 hasta 1977 y luego desde 1980 hasta 1993.
Luego de la venta, Malone continuó trabajando en Liberty Media, la división de contenidos de TCI. La empresa se separó de AT&T en 2001.
En 2005, la división internacional de Liberty Media se fusionó con UnitedGlobalCom para conformar Liberty Global. Dicho grupo es propietario de las empresas de telecomunicaciones Virgin Media (Reino Unido), Telenet (Bélgica), Ziggo (Países Bajos), UPC (Europa Central) y VTR (Chile).
En 2007, Liberty Media vendió sus acciones del multimedio News Corporation a cambio de la empresa de televisión satelital DirecTV y los Atlanta Braves de béisbol. En 2009, Liberty Media compró el 40% de Sirius XM Radio. En 2010, Liberty Media cedió sus acciones en IAC/InterActiveCorp a cambio de Evite y Gifts.com. También en 2010, Ticketmaster se fusionó con Live Nation, por lo que Liberty Media se convirtió en accionista de la nueva empresa.
En 2013, Liberty Media compró el 27% de la empresa de telecomunicaciones Charter Communications. En 2016, compró la Fórmula 1 por US$ 4 400 millones.
Liberty también es accionista mayoritario de la empresa de boletaje Ticketmaster y la empresa de espectáculos musicales Live Nation.